# Barom Reachea VIII
 (août 2025).
Si vous disposez d'ouvrages ou d'articles de référence ou si vous connaissez des sites web de qualité traitant du thème abordé ici, merci de compléter l'article en donnant les références utiles à sa vérifiabilité et en les liant à la section « Notes et références ».
Barom ReacheaVIII  (1628- décembre 1672), prince Ang Saur (ou parfois: Ang  Sô), roi du Cambodge de 1658 à 1672 sous le nom de règne de « Paramaraja VIII ». 

## Biographie
Le prince Ang Saur était un des fils du régent Outey. En 1658, accompagné de son frère, le prince Ang Tan qui, comme lui, avait échappé au massacre de leur famille ordonné par le Roi Ponhea Chan prennent les armes. Battus dans un premier temps ils se réfugient près de la reine douairière, la princesse annamite Cheou veuve de Chey Chettha II qui les convainc  de solliciter des secours de son parent de Hué Hiên Vuong.  
Renforcés par une armée vietnamienne, ils prennent l’offensive en octobre 1658. Ils doivent d’abord vaincre et tuer dans un combat naval leur propre frère le prince Ang Em qui avait pris parti pour le meurtrier de leur père. Les vietnamiens s’emparent de Ang Chan, abandonné par ses sujets, qui est enfermé dans une cage de fer et déporté à Quảng Bình sur la frontière du Tonkin, où il meurt l’année suivante. 
Le prince Ang Saur monte sur le trône sous le nom de Barom Reachea VIII.  Le Vietnam, en contrepartie de son aide, lui impose aussitôt par traité le paiement d’un tribut régulier et, beaucoup plus funeste pour l’avenir, la pleine possession des terres occupées par des annamites, même à titre irrégulier, ainsi que l’égalité de droits avec les sujets Khmers.
En 1660 Barom Reachea VIII doit réprimer dans le sang une révolte des musulmans Chams et Malais à qui avait été retirés les avantages dont ils avaient bénéficié sous le règne de leur coreligionnaire Ang Chan. Leurs chefs se réfugient au Siam avec les anciens dignitaires du roi précédent. En 1668 le roi donne sa fille Ang Sri Dhita comme épouse à son neveu le prince Sri Jaya Jettha ou Chey Chettha.  
En décembre 1672, le roi Barom Reachea VIII est assassiné par son gendre et neveu Chey Chettha III, fils de son frère aîné Batom Reachea Ier qui prend également comme épouse la reine Brah Bhaggavati femme de son prédécesseur. Pour le venger le prince Ang Tan frère du roi assassiné s’enfuit au Vietnam  avec son neveu le prince Ang Im Brah Kaev Hua, afin de solliciter de nouveau l’aide de la cour de Hué.

## Postérité
- Prince Ang Chea roi/régent sous le nom de  Kaev Hua II ;
- Prince Ang Saur roi sous le nom de  Chey Chettha IV ;
- princesse  Ang Sri Dhita Kshatriyi,  épouse du roi Chey Chettha III.

## Sources
- Phoeun Mak, Po Dharma « La première intervention militaire vietnamienne au Cambodge (1658-1659) » dans: Bulletin de l'Ecole française d'Extrême-Orient, tome 73, 1984, p. 285-318.
- Chroniques Royales du Cambodge de 1594 à 1677. École française d'Extrême Orient. Paris 1981  (ISBN 2855395372)
- Achille Dauphin-Meunier Histoire du Cambodge Presses universitaires de France, Paris 1968 Que sais-je ? n° 916.